# Манухівська сільська рада
Ману́хівська сільська́ ра́да — колишній орган місцевого самоврядування в Путивльському районі Сумської області. Адміністративний центр — село Манухівка.

## Загальні відомості
- Населення ради: 587 осіб (станом на 2001 рік)

## Населені пункти
Сільській раді підпорядковані населені пункти:
- с. Манухівка
- с. Іванівка

## Склад ради
Рада складалася з 12 депутатів та голови.
- Голова ради: Поскрипко Олександр Васильович
- Секретар ради: Чумакова Олена Вікторівна

### Керівний склад попередніх скликань
| Прізвище, ім'я, по батькові    | Основні відомості                                                                       | Дата обрання | Дата звільнення |
| ------------------------------ | --------------------------------------------------------------------------------------- | ------------ | --------------- |
| Поскрипко Олександр Васильович | Сільський голова, 1968 року народження, освіта вища, член Соціалістичної партії України | 26.03.2006   | 31.10.2010      |
| Поскрипко Олександр Васильович | Сільський голова, 1968 року народження, освіта вища, член Партії регіонів               | 31.10.2010   |                 |

Примітка: таблиця складена за даними сайту Верховної Ради України